# Melodii nistrene
Melodii nistrene (rusă: Днестровские мелодии/Dnestrovskie melodii) este un film documentar muzical în regia lui Ion Mija. Este o adoptare dupa scenariul lui Ion Mija, cu Sofia Rotaru în rolul principal. Acțiunea filmului se petrece în anii '70 în peisajul Moldovei, Chișinău, și pe lângă Nistru. Filmul prezintă melodiile interpretate de Sofia Rotaru în română și rusă cât și o secvență de monologuri substanțiale în limba rusa. 

## Distribuție
- Sofia Rotaru
- Nadejda Cepraga
- Maria Codreanu
- Ion Suruceanu